# 1219 Britta
1219 Britta је астероид главног астероидног појаса са пречником од приближно 11,43 .
Афел астероида је на удаљености од 2,487 астрономских јединица (АЈ) од Сунца, а перихел на 1,938 АЈ.
Ексцентрицитет орбите износи 0,124, инклинација (нагиб) орбите у односу на раван еклиптике 4,414 степени, а орбитални период износи 1202,697 дана (3,292 године).
Апсолутна магнитуда астероида је 11,94 а геометријски албедо 0,226.
Астероид је откривен 6. фебруара 1932. године.